# Jan Bárta
Jan Bárta, B.Th. (* 11. června 1956, Ústí nad Orlicí) je výtvarník a publicista, v letech 2004–2012 působil jako ředitel humanitární organizace ADRA. Následně působí jako ředitel PR a komunikace Nadačního fondu Impuls.

## Život
Bárta se narodil v Ústí nad Orlicí, ale dětství prožil ve Znojmě. Jeho otec byl farářem církve Adventistů sedmého dne. Mezi roky 1975 a 1986 Jan Bárta fáral na dole Paskov a současně také v Ostravě navštěvoval večerní školu propagačního výtvarnictví. Jeho první výstava se konala v tomto městě v roce 1984. Následně přešel do Prahy a v závěru 80. let 20. století působil jako výtvarný redaktor.
Po sametové revoluci mohl vystudovat teologii. Mezi roky 1991 a 1992 pobýval s celou svojí rodinou v Anglii. Svá díla, která během tohoto pobytu vznikla, vystavoval v hrabství Berkshire a poté též v Kalifornii. Po návratu zpět do České republiky externě spolupracoval s Českým rozhlasem Plzeň a také s Radiem Proglas.
Počínaje rokem 1995 se účastnil humanitárních projektů organizovaných společností ADRA, které směřovaly do Čečenska a do bývalé Jugoslávie. Například během roku 1996 spolu s českou keramičkou Martou Lipusovou maloval s dětmi v Sarajevu, které bylo tou dobou zničené válkou. Takto vzniklé obrazy se poté představily na výstavách zorganizovaných jak v České republice, tak ve švédském Göteborgu, až nakonec skončila v bruselském Českém centru. Bárta absolvoval také cestu do jihovýchodní Asie, do míst v roce 2004 zničených vlnou tsunami. Když v prvním pololetí roku 2009 Česká republika předsedala Evropské unii, vystavoval svá plátna v sídle Evropské komise v bruselském paláci Berlaymont.

## Dílo
Vedle výtvarných děl – obrazů, ilustrací knih (kupříkladu Poutní písně. Výklad žalmů 120–134 od Jana Hellera a Jiřího Beneše) či koláží – se věnuje také psaní knih pro děti.

### Knihy pro děti
- Vyprávění nejen pro Teofila. Praha : Advent-Orion, 1995.
- Příběhy nejen pro Nový rok
- Ostrov trosečníků. Praha : Advent-Orion, 2003.
- Další vyprávění nejen pro Teofila. Praha : Advent-Orion, 2014.

### Knihy pro dospělé
- Kohouti kokrhají všude stejně. Praha : Advent-Orion, 2012.

### Knihy rozhovorů
- BÁRTA, Jan. Dana Němcová – lidé mého života. Praha: Portál, 2003. 170 s. ISBN 80-7178-759-0.
- BÁRTA, Jan. Lubomír Mlčoch. Čas pravé radosti. Praha: Portál, 2007. 166 s. ISBN 978-80-7367-224-9.

### Ilustrace knih
- Dvanáctka. Úvod do studia Malých proroků. Jiří Beneš. Praha : Teologický seminář Církve adventistů sedmého dne, 2006.
- Poutní písně. Výklad žalmů 120-134 / Jan Heller, Jiří Beneš. Praha : Advent-Orion, 2001.